# رمزي صوفيا
رمزي صوفيا (وُلد عام 1928 في العاصمة العراقيّة بغدا وتُوفيَّ عام 2020 في مدينة الدار البيضاء) كان كاتبًا وصحفيًا عراقيًا عاش معظم حياتهِ في مدينة الدار البيضاء في المغرب. ألَّف رمزي طوال مسيرتهِ المهنيّة عددًا من الكتب التي لها علاقةٌ بالشأن المغربي لعلَّ أبرزها كتاب «الحسن الثاني القائد في الأزمنة الصعبة» والذي يتحدث عن ملك المغرب الأسبق الحسن الثاني وكيف كان قائدًا في الأزمنة الصعبة كما وصف رمزي، وكتاب «محمد السادس الملك الأمل» وأيضًا كتاب «محمد السادس ملك الإصلاح والتغيير» الذي يتحدثُ عن ملك المغرب الحالي محمد السادس فضلًا عن كتاب «أيامٌ مع النجوم» الذي يحكي فيهِ الصحفي العراقي عن تجاربهِ مع عددٍ من نجوم السينما والتمثيل في المغرب والعالَم العربي.

## الحياة المُبكّرة والتعليم
وُلد رمزي صوفيا عام 1928 في العاصمة العراقيّة بغداد. سافر رمزي نحو المغرب عام 1975 واستقرَّ هناك طويلًا بل شاركَ في المسيرة الخضراء التي نظمها ملك المغرب حينها الحسن الثاني وذلك بغرض استرجاع الصحراء من الاستعمار الإسباني.

## المسيرة المهنيّة
بدأ رمزي صوفيا مسيرتهُ المهنيّة مديرًا لمكتب صحيفة «السياسة» الكويتية في الدار البيضاء، وهي الصحيفة التي يملكها أحمد الجار الله، ثمّ عمل صحافيًا في منابر إعلامية عدة لعلَّ أبرزها مجلتي «الموعد» و«الشبكة» في العاصمة اللبنانيّة بيروت. كان رمزي شغوفًا بالصحافة الفنية، حيث أجرى حوارات صحافية مع عددٍ من نجوم السينما والفن والطرب في العالم العربي والغرب، وقد وثَّق ذلك في كتابه «أيام مع النجوم» الذي صدر قبل سنوات من وفاته.
عُرف صوفيا بربطهِ لعلاقات صداقة مع كبار الشخصيات السياسية والإعلامية والثقافية والدبلوماسية في المغرب، كما كان يكتبُ مقالًا أسبوعيًا في صحيفة «الأسبوع الصحافي»، التي أسسها الصحافي مصطفى العلوي.
غطَّى رمزي صوفيا الكثير من الأحداث التي شهدها المغرب من مؤتمرات القمم الإسلامية والعربية والإفريقية والفرنكفونية، وغيرها من الأحداث لمدة تفوق أربعين سنة. شاركَ رمزي في التعريف بالقضايا المغربية وإيصال صوته للبلدان العربية وخصوصًا في دول الشرق الأوسط والخليج العربي عبر مقالاته وتغطياته الصحفية.

## الوفاة
توفيَّ في الثالث والعشرين من حزيران/يونيو من عام 2020 الكاتب الصحفي رمزي صوفيا في مدينة الدار البيضاء المغربيّة بعد صراع طويل مع مرض السرطان وذلك عن عمرٍ ناهز 92 سنة، ووري الثرى في الرابع والعشرين من حزيران/يونيو في إحدى مقابر الدار البيضاء. حضر جنازة رمزي وفدٌ يمثل السفارة العراقية بالمغرب يترأسهم القائم بالأعمال أحمد عبد الجبار، وبعض الأصدقاء العراقيين على رأسهم محمد جاسم والصحفي أمجد ناصر حسون.

## قائمة أعماله
هذه قائمةٌ بأبرز أعمال الكاتب والصحافي العراقي رمزي صوفيا:
- الحسن الثاني القائد في الأزمنة الصعبة
- محمد السادس الملك الأمل
- أيامٌ مع النجوم
- محمد السادس ملك الإصلاح والتغيير